# Faunadepå

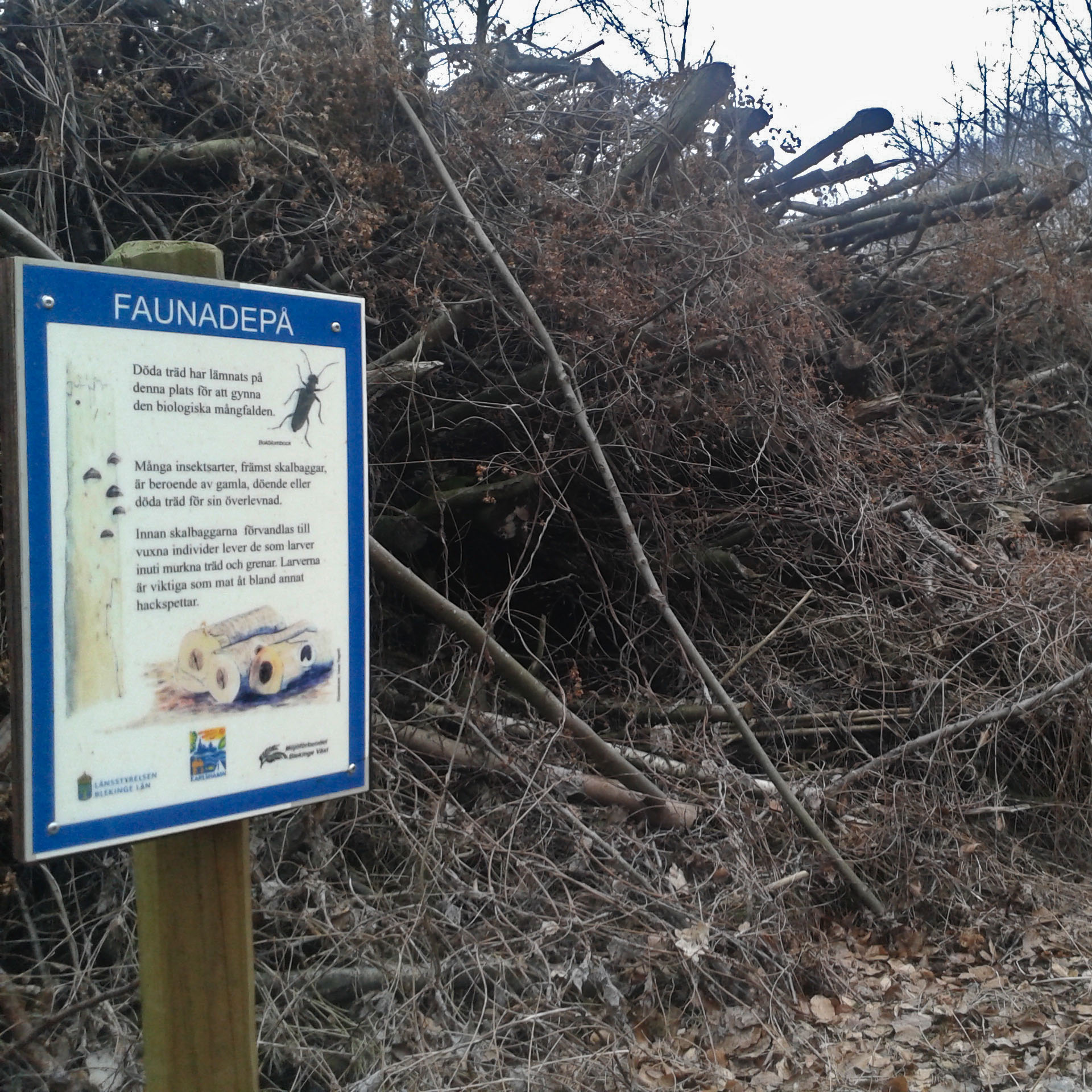
Faunadepå

En faunadepå syftar vid skogsavverkning på kvarlämnad död ved med syfte att öka den biologiska mångfalden genom befrämjandet av vedlevande arter (till exempel insekter och svampar).
Faunadepåers habitat påverkas av placering, storlek, veddimension, trädslag och solexponering.

## Sverige
Faunadepåer anläggs av bland andra kommuner och länsstyrelser, i vissa fall utmärkta med en informationsskylt för allmänheten. Enligt biologen Tobias Hjortstråhle fanns det 2014 i Sverige omkring 6500 arter små insekter och skalbaggar som var beroende av död ved.

### Studier
Den första svenska studien av faunadepåer gjordes av Michael Sörensson 2004, som låg bakom och inventerade sju faunadepåer i Lund, där förekomst av flugor, steklar och skalbaggar kunde påvisas.

### De 16 nationella miljömålen
1999 och 2005 antog Sveriges riksdag 16 nationella miljömålen. Miljömål 16: Ett rikt växt- och djurliv anknyter till anläggandet av faunadepåer. Mängden hård död ved används som en indikator i miljömål 12: Levande skogar. Mängden färskt dött barrträdvirke som får lämnas kvar anges i Skogsvårdslagen som 5 skogskubikmeter per hektar; syftet med begränsningen är att begränsa antalet skadeinsekter.